# 克拉伊内姆
克拉伊内姆（荷蘭語：Kraainem，荷蘭語發音：[ˈkraːinɛm] ⓘ，法語發音：[kʁajnɛm]）是比利时弗拉芒大区弗拉芒布拉班特省哈勒-维尔福德区的一个语言便利市镇，西临布鲁塞尔首都大区，面积5.80平方千米，人口13,690人（2018年1月1日）。克拉伊内姆是弗拉芒社群的一部分，官方语言为荷蘭語，但当地多数居民使用法语，作为一个语言便利市镇，克拉伊内姆市政部门为法语使用者提供语言便利。